# Alcochete
Alcochete és un municipi portuguès, situat al districte de Setúbal, a la regió de Lisboa i a la subregió de la Península de Setúbal. L'any 2001 tenia 14.996 habitants. El municipi limita al nord amb el municipi de Benavente, a l'est i al sud amb Palmela, al sud-oest amb Montijo i al nord-oest té una petita franja riberenca amb l'estuari del Tejo.

## Població
| Població del concelho d'Alcochete (1801 – 2004) | Població del concelho d'Alcochete (1801 – 2004) | Població del concelho d'Alcochete (1801 – 2004) | Població del concelho d'Alcochete (1801 – 2004) | Població del concelho d'Alcochete (1801 – 2004) | Població del concelho d'Alcochete (1801 – 2004) | Població del concelho d'Alcochete (1801 – 2004) | Població del concelho d'Alcochete (1801 – 2004) | Població del concelho d'Alcochete (1801 – 2004) |
| ----------------------------------------------- | ----------------------------------------------- | ----------------------------------------------- | ----------------------------------------------- | ----------------------------------------------- | ----------------------------------------------- | ----------------------------------------------- | ----------------------------------------------- | ----------------------------------------------- |
| 1801                                            | 1849                                            | 1900                                            | 1930                                            | 1960                                            | 1981                                            | 1991                                            | 2001                                            | 2004                                            |
| 2256                                            | 3097                                            | 6088                                            | 6656                                            | 9270                                            | 11246                                           | 10169                                           | 13010                                           | 14966                                           |

## Freguesies
Els nuclis d'Alcochete són els següents:
- Alcochete
- Samouco
- São Francisco

El 1469 hi va néixer el que seria Manuel I de Portugal.